# Dean Miller
Dean Miller (1 de noviembre de 1924—13 de enero de 2004) fue un actor y presentador estadounidense, quizás más conocido por su papel de yerno en la sitcom de la CBS December Bride (1954–1959). Además, Miller fue copresentador del programa de entrevistas de la NBC Here's Hollywood.

## Biografía
Su verdadero nombre era Dean C. Stuhlmueller, nació en Hamilton, Ohio, y se graduó en la Universidad Estatal de Ohio en Columbus (Ohio). En sus inicios trabajó en una emisora radiofónica de Albany, Nueva York.
Más adelante viajó a Hollywood, California, debutando en el cine con el papel de Archie O'Conovan en el film de 1952 Skirts Ahoy!. Ese mismo año fue Ben Jones en Because You're Mine y Monty Dunstan en Everything I Have Is Yours. En 1953 interpretó a Mac en Small Town Girl y a George en Dream Wife, película de Cary Grant y Deborah Kerr.
En 1954 Miller fue elegido para trabajar en la serie televisiva December Bride, en la cual encarnaba a Matt Henshaw, un arquitecto. En el show participaban Spring Byington (1886–1971), como su suegra, y Frances Rafferty (1922–2004), como su esposa. Verna Felton y Harry Morgan también tuvieron papeles recurrentes de reparto en la serie. December Bride se mantuvo a lo largo de 111 episodios, y su éxito propició una serie spin-off, Pete and Gladys (1960–1962), protagonizada por Harry Morgan y Cara Williams.
Tras December Bride, Miller actuó únicamente en otras dos ocasiones en series televisivas: en 1959 intervino en un capítulo de la serie de la CBS The Millionaire, encarnando a Harry Brown, y en 1960 fue George Manville en el episodio titulado "Happily Unmarried" de la sitcom de la NBC The Tab Hunter Show. 
Posteriormente entró a trabajar en el programa Here's Hollywood, donde a menudo entrevistaba a estrellas del cine y a cantantes en su propio domicilio, entre ellos a Cary Grant, Paul Newman y Elizabeth Taylor. En 1963 Miller fue invitado del concurso de la NBC Your First Impression, presentado por Bill Leyden y Dennis James.
En 1965 Miller adquirió la emisora radiofónica WMVR-FM (105.5) de Sidney, Ohio. Más adelante Miller trabajó como presentador de noticias en la emisora televisiva WDIV-TV de Detroit.  
Dean Miller falleció en 2004 a causa de un cáncer en Grosse Pointe Woods, Míchigan, cerca de Detroit. Tenía 79 años de edad. Fue enterrado en el Cementerio Graceland de Sidney, Ohio.